# Parașciîne Pole (Stepove), Kirovohrad
Parașciîne Pole (în ucraineană Паращине Поле) este un sat în comuna Stepove din raionul Kirovohrad, regiunea Kirovohrad, Ucraina.

## Demografie
Componența lingvistică a localității Parașciîne Pole
     Ucraineană (76%)
     Rusă (20%)
Conform recensământului din 2001, majoritatea populației localității Parașciîne Pole era vorbitoare de ucraineană (76%), existând în minoritate și vorbitori de rusă (20%).